# Nur Abdelsalam
Nur Abdelsalam –en árabe, نور عبد السلام– (nacida el 29 de marzo de 1993) es una deportista egipcia que compite en taekwondo. Ganó dos medallas en los Juegos Panafricanos en los años 2015 y 2019, y cuatro medallas en el Campeonato Africano de Taekwondo entre los años 2014 y 2021.

## Palmarés internacional
| Juegos Panafricanos | Juegos Panafricanos               | Juegos Panafricanos | Juegos Panafricanos |
| Año                 | Lugar                             | Medalla             | Categoría           |
| ------------------- | --------------------------------- | ------------------- | ------------------- |
| 2015                | Brazzaville (República del Congo) | Medalla de oro      | –49 kg              |
| 2019                | Rabat (Marruecos)                 | Medalla de plata    | –49 kg              |
| Campeonato Africano |                                   |                     |                     |
| Año                 | Lugar                             | Medalla             | Categoría           |
| 2014                | Túnez (Túnez)                     | Medalla de oro      | –49 kg              |
| 2016                | Puerto Saíd (Egipto)              | Medalla de oro      | –49 kg              |
| 2018                | Agadir (Marruecos)                | Medalla de oro      | –49 kg              |
| 2021                | Dakar (Senegal)                   | Medalla de bronce   | –49 kg              |